# Gary Beacock
Gary Cedric Beacock (sinh ngày 22 tháng 1 năm 1960) là một cựu cầu thủ bóng đá người Anh thi đấu ở vị trí tiền vệ.